# Gotha G.V

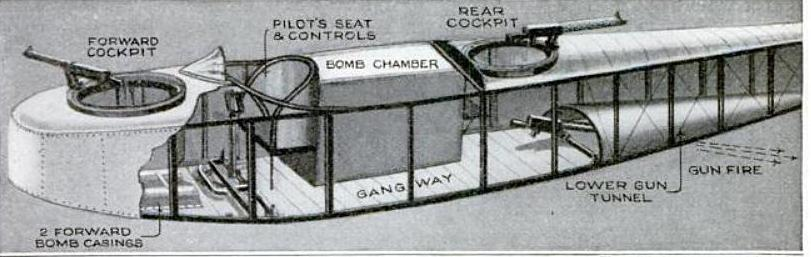

Gotha G.V là một loại máy bay ném bom hạng nặng của Đế quốc Đức, được Luftstreitkräfte sử dụng trong Chiến tranh thế giới I.

## Quốc gia sử dụng
German Empire
- Luftstreitkräfte

## Tính năng kỹ chiến thuật (Gotha G.V)
Đặc điểm tổng quát
- Tổ lái: 3
- Chiều dài: 12,42 m (40 ft 8 in)
- Sải cánh: 23,70 m (77 ft 9 in)
- Chiều cao: 4,5 m (14 ft)
- Diện tích cánh: 89,5 m² (963,6 ft²)
- Trọng lượng rỗng: 2.739 kg (6.039 lb)
- Trọng lượng cất cánh tối đa: 3.967 kg (8.745 lb)
- Động cơ: 2 × Mercedes D.IVa kiểu động cơ piston thẳng hàng, 260 hp (191 kW)  mỗi chiếc

 Hiệu suất bay 
- Vận tốc cực đại: 140 km/h (87 mph)
- Tầm bay: 840 km (522 dặm)
- Trần bay: 6.500 m (21.325 ft)

Trang bị vũ khí

2 - 3 × súng máy Parabellum MG14 7,92 mm (.312 in) và 1.000 kg bom